# 哈珀斯渡口 (西弗吉尼亚州)
哈珀斯渡口（英語：Harpers Ferry，或稱哈普斯费里）是美国西弗吉尼亚州杰斐逊县的一个镇，位于波多马克河和谢南多厄河交汇处，也是马里兰州、弗吉尼亚州、西弗吉尼亚州接壤处。根据2010年美国人口普查，人口為286人。
哈珀斯渡口位在波多马克河和谢南多厄河交汇处的沖積平原，高地圍繞四周，歷史上此地以1859年約翰‧布朗領導奪取軍火庫的暴動而聞名。
哈珀斯渡口的低處位於哈珀斯渡口國家歷史公園內。其餘部分則屬於哈珀斯渡口史蹟區。此外還有兩個國家史蹟位於附近：跨越波多馬克河的巴爾的摩與俄亥俄鐵路橋，以及聖彼得羅馬天主教教堂。
阿帕拉契步道保護局（Appalachian Trail Conservancy ，ATC ）的總部位在此地，而哈珀斯渡口也是該步道直接穿越的少數幾個城鎮之一。本地的戶外活動也很著名，包括泛舟、釣魚、登山腳踏車、獨木舟、攀岩等等。

## 历史

### 18世纪
1733年，占地者彼得·斯蒂芬斯在波托马克河和谢南多亚河交汇处附近的土地上定居，并建立了一条从弗吉尼亚州（现在的西弗吉尼亚州）到马里兰州的横跨波托马克河的渡口。
给该镇冠名的罗伯特·哈珀于1718年出生在宾夕法尼亚州牛津镇，现在是费城的一部分。由于哈珀是一名建筑师，1747年，一群贵格会教徒要求他在弗吉尼亚州温彻斯特现址附近的雪伦多亚河谷建造一座会议室。哈珀在前往雪伦多亚河谷的途中穿越马里兰州，他是一名磨坊工人，意识到谢南多亚河和波托马克河交汇处潜在的水力潜力。他向斯蒂芬斯支付了30坚尼，以换取他对渡口的占用权，因为这片土地实际上属于费尔法克斯勋爵。:12
1751年，哈珀从费尔法克斯勋爵手中购买了126英亩（0.51平方公里）的土地。1761年，弗吉尼亚州议会授予他建立和维护横跨波托马克河的渡口的权利。1763年，弗吉尼亚州议会建立了“哈珀斯先生渡口上的谢南多亚瀑布”镇。1782年10月哈珀去世，葬于哈珀公墓。
1783年10月25日，托马斯·杰斐逊在前往费城的途中参观了哈珀斯渡口。从一块现在以他命名为杰斐逊岩的岩石上观看“波托马克河穿过蓝岭的通道”，他称该遗址“可能是自然界中最壮观的场景之一”：并表示，“这一场景堪比一次横渡大西洋的航行。”这座城镇是他最喜欢的度假胜地之一，传统认为他大部分《弗吉尼亚州笔记》都是在那里写的。哈珀斯渡口所在的杰斐逊县于1801年创建时以他的名字命名。
1785年夏天，乔治·华盛顿作为波托马克公司（成立该公司是为了完成波托马克河及其支流的河流改善）的总裁，前往哈珀斯渡口，以确定是否需要修建绕行运河。华盛顿对该地区的熟悉促使他在1794年提议在该地建造一个新的军械库。他的兄弟查尔斯·华盛顿（Charles Washington）和他的曾侄刘易斯·华盛顿上校（Colonel Lewis Washington）都搬到了该地区。:13

### 19世纪

#### 军工、运河和铁路的发展
1796年，联邦政府从罗伯特·哈珀的继承人手中购买了一块125英亩（0.5平方公里）的土地。1799年，哈珀斯渡口的美国军械库和兵工厂开始建设。当地人称之为“军械库”或者“兵工厂”，但它是同一个设施。这是美国仅有的两个此类设施中的第二个，第一个位于马萨诸塞州的斯普林菲尔德。他们共同为美国陆军生产了大部分小型武器。这个城镇变成了一个水力工业中心。1801年至1861年，当军械库在南北战争期间被摧毁以防止资敌，它生产了60多万支步枪、步枪和手枪。发明家约翰·霍尔上尉率先在1820年至1840年间在军械库的步枪厂制造的枪支中使用可互换零件。他的M1819霍尔步枪是美国陆军采用的第一种后膛装弹武器。
哈珀斯渡口的第一个人造交通设施是波托马克运河。1828年，运河停止了运输，但镇前的一部分运河将河水引导到军械库的机器上。

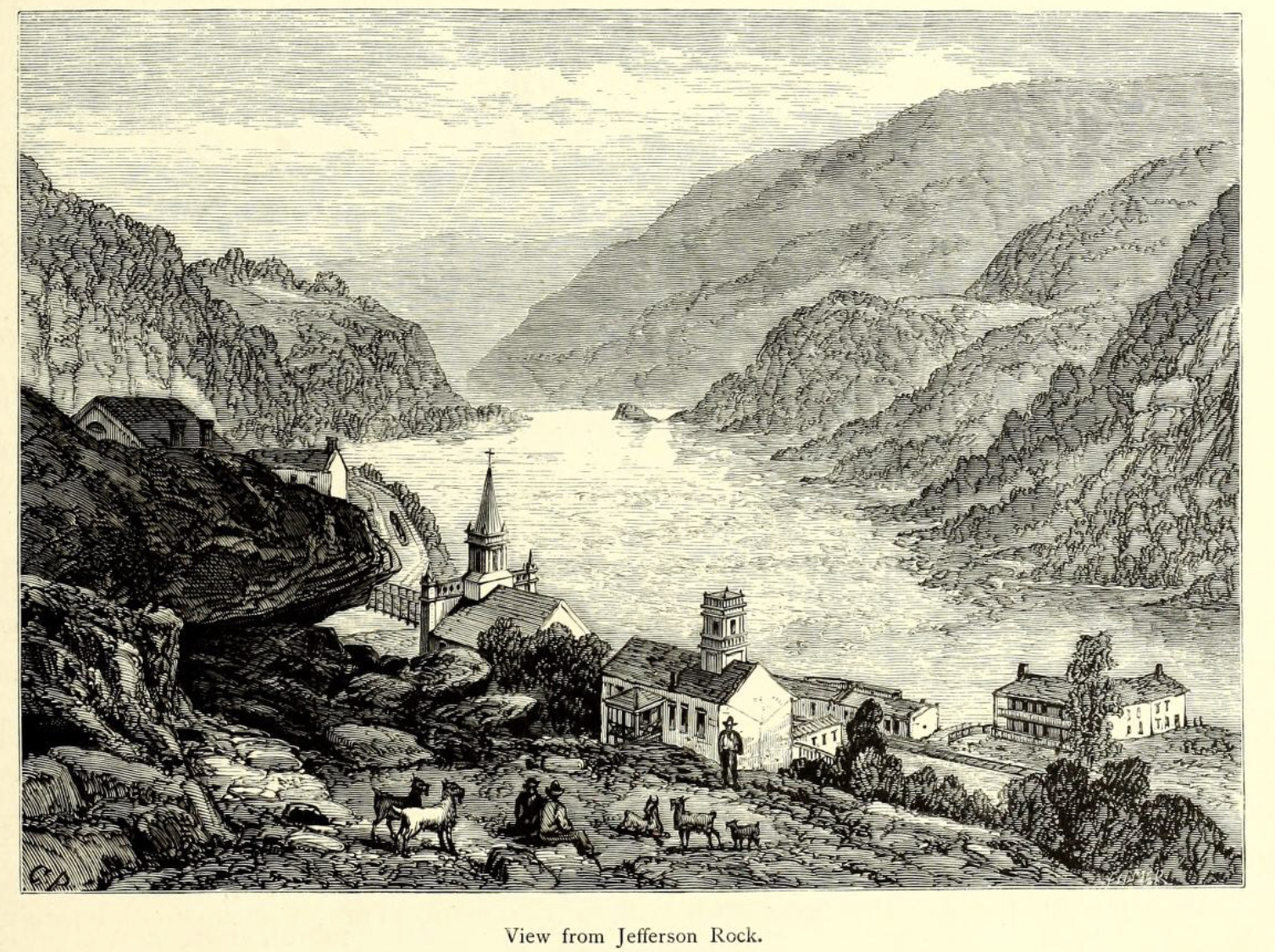
哈珀斯渡口的波托马克运河

波托马克运河在弗吉尼亚州一侧运行。在马里兰州一侧，后来的切萨皮克和俄亥俄运河以及巴尔的摩与俄亥俄铁路在哈珀斯渡口下游的一块非常狭窄的土地上争夺通行权。
1833年，切萨皮克和俄亥俄运河从华盛顿特区抵达哈普斯渡口，计划中的向俄亥俄州的西部扩张从未完成。一年后，巴尔的摩与俄亥俄铁路开始从哈珀斯码头经瓦格大桥服务，该桥以后来建造该镇瓦格酒店的一个家庭命名。这座桥将横跨波托马克河的小镇与马里兰州的桑迪胡克连接起来，在19世纪30年代的几年里，桑迪胡克是铁路的西部终点站。1837年，随着B&O铁路波托马克河渡口的开通，铁路穿过波托马克进入哈珀斯渡口。
该国第一个铁路枢纽于1836年开始运营，当时温彻斯特和波托马克铁路开通了从哈珀斯渡口西南到查尔斯镇，然后到弗吉尼亚州温彻斯特的线路。
弗吉尼厄斯岛连接着谢南多亚河和哈珀斯渡口的下部，是19世纪初在谢南多亚运河建设期间，上游磨坊的碎片漂浮下来后偶然形成的。棉花、面粉厂和其他水力公司在弗吉尼厄斯岛上发展起来，利用了谢南多亚河的水力和通往市场的良好路线。该岛是哈珀斯渡口所有制造业的所在地，除了军械库和步枪厂，前者使用波托马克河的动力，后者使用上游的谢南多亚河的动力。
在南北战争前的鼎盛时期，弗吉尼厄斯岛上居住着大约180人，其中包括住在寄宿公寓和排屋的工人。20世纪的洪水摧毁了岛上的所有建筑。今天，游客可以参观弗吉尼厄斯岛的历史遗迹，并步行国家公园管理局的小径。

#### 约翰·布朗的突袭
1859年10月16日，废奴主义者约翰·布朗率领22人（包括他自己）突袭了军械库。其中五人是黑人：三名自由黑人、一名自由奴隶和一名逃亡奴隶。布朗袭击并占领了几座建筑，希望确保武器库的安全并武装奴隶，从而在整个南方引发叛乱。布朗还带来了1000把钢斧，这些钢斧是由铁匠和废奴主义同情者查尔斯·布莱尔在康涅狄格州锻造的；然而，由于布朗未能召集奴隶起义，这种不需要训练的武器从未被使用过。在突袭中，致命一枪击中了海沃德·谢泼德，他是一名自由黑人，巴尔的摩与俄亥俄铁路的行李搬运工。
凌晨1点后不久，枪击的噪音引起了约翰·斯塔里医生的注意。他从附近的家中走出来调查枪击事件，并与布朗的手下对峙。斯塔里说他是一名医生，但无法治疗谢泼德，于是突袭者允许他离开。斯塔里随后穿上制服，骑马前往邻近的城镇和村庄，提醒居民突袭。约翰·布朗的部下很快被当地公民和民兵制服，被迫在军械库入口处的消防车房（后来称为约翰·布朗堡）避难。:162
战争部长要求海军部从最近的部队华盛顿海军造船厂派遣一支美国海军陆战队。伊斯雷尔·格林中尉奉命率领86名海军陆战队员前往该镇。美国陆军中校罗伯特·E·李被发现在弗吉尼亚州阿灵顿不远处的家中休假，并被任命为指挥官，詹姆斯·尤厄尔·布朗·斯图尔特中尉则是他的副官。由于没有制服，李穿着便衣带领部队。特遣队于10月18日乘火车抵达，在谈判失败后，他们冲进了消防站，抓获了大多数袭击者，造成几人死亡，陆战队一人死亡（一名海军陆战队员，24岁的二等兵卢克·奎因）。李于10月19日提交了一份报告。
布朗很快在杰斐逊县县治查尔斯镇因叛国、谋杀和煽动奴隶暴动而受审。他被判犯有所有指控，斯塔里的证词是定罪的组成部分，他于12月2日被绞死。约翰·布朗在弗吉尼亚州州长亨利·A·怀斯的采访和他著名的最后陈述“吸引了全国的注意力，这是之前或之后任何其他废奴主义者或奴隶主都无法比拟的。”:174

#### 南北战争

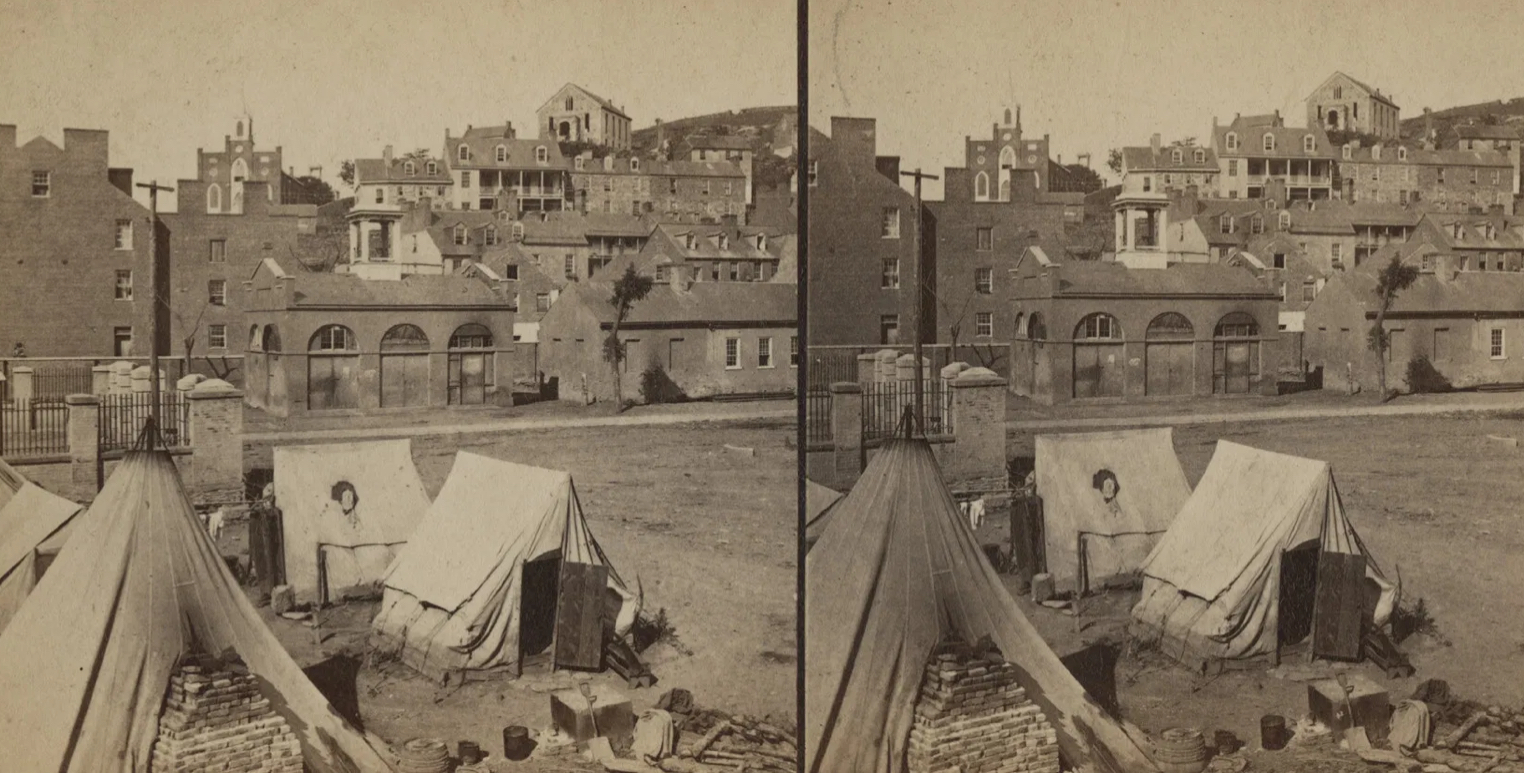
1861年位于哈珀斯渡口的违禁营地

南北战争对哈珀斯渡口来说是灾难性的，那里发生了五场战役；1861年至1865年间，该镇共易手八次。:309（另一篇文章称，该镇易手十二次。）1861年4月18日，弗吉尼亚州分离主义者采取了第一次军事行动，当时他们从联邦军队手中夺取了哈珀斯渡口联邦军火库的控制权，甚至在考虑该州是否应该脱离的大会召开之前。
由于该镇位于巴尔的摩与俄亥俄铁路以及谢南多亚河谷北端的战略位置，联邦和联盟军队经常通过哈珀斯渡口。据说“杰斐逊县是南北相遇的地方。”它是南方联盟入侵北方的天然通道，就像罗伯特·E·李将军1862年的马里兰会战和1863年的葛底斯堡战役一样，也是北方联邦军队试图在河谷挫败南军的天然通道。
这座城镇“易攻难守”，它的地形：三面被高地（西部的玻利瓦尔高地、南部的劳登高地和东部的马里兰高地）以及波托马克河和谢南多亚河环绕，任何控制高地的人都控制着这座城市。
战争对这座城镇的影响是毁灭性的。1862年3月，它被描述为：
哈珀斯渡口呈现出一幅相当悲观的画面。最好的建筑已经被夷为平地，现在只剩下它们的地基，以纪念它们曾经矗立的地方。旧兵工厂被烧成了平地；老约翰·布朗在这座建筑中做出如此致命的决定的那一部分，仍然是他记忆中的纪念碑。在该镇被毁之前，它有近3000名居民，但目前那里的家庭不超过300或400户。
在约瑟夫·乔治·罗森加滕对哈珀斯渡口和附近的玻利瓦尔的描述中，1859年，“一个盛开的花园，充满了节俭、勤奋和舒适”，到1862年，它已经变成了“浪费和荒凉”。
1862年夏天，该镇的联邦军队驻军吸引了1500名违禁士兵（南方叛逃者）。然而，当南方联盟将军石墙杰克逊于1862年9月占领哈珀斯渡口时，他们又重启了奴隶制。李需要控制哈珀斯渡口，因为它在他的补给线上，如果丢失可能会切断他可能的撤退路线。因此。李将约40,000人的军队分为四个部分，派遣三个纵队在杰克逊的指挥下包围并占领该镇。
哈珀斯渡口战役于9月13日开始，当时南方联盟试图占领东北部的马里兰高地，而约翰·沃克则从波托马克河上撤退，占领了城镇以南的劳登高地。在9月14日和15日的南军炮击之后，联邦驻军投降了。随着杰克逊俘虏了12,419名联邦军队，在哈珀斯渡口的投降是1942年巴丹半岛战役之前美国军事人员最大规模的投降。
由于占领该镇的延误和联邦军队向西的移动，李被迫在马里兰州的夏普斯堡镇重新集结。两天后，他在安提顿战役中指挥部队，这是美国军事史上单日死亡人数最多的战役。
1864年7月，联邦军再次控制了哈珀斯渡口。1864年7月4日，联邦将军弗朗茨·西格尔将部队撤回马里兰高地，从那里他抵抗了具伯·尔利进入该镇并驱逐联邦驻军的企图。

#### 战争结束之后

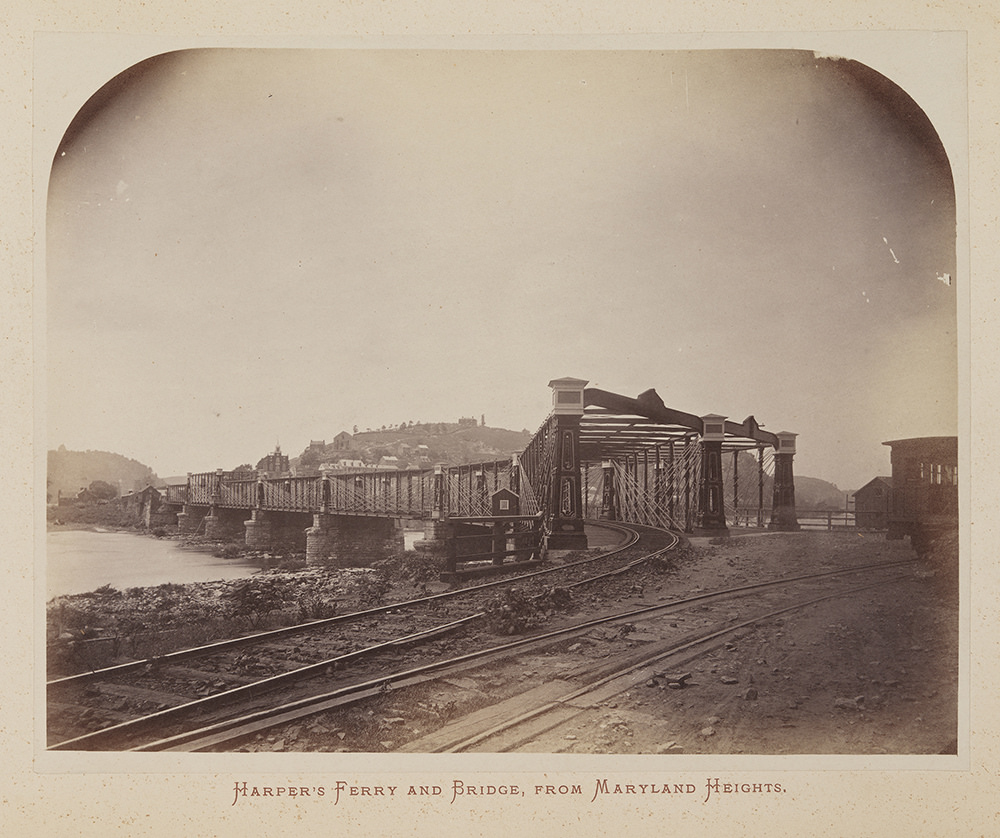
从马里兰高地看到的哈珀斯渡口

受到约翰·布朗突袭的启发，逃亡奴隶和获释奴隶在南北战争期间和之后都来到了哈珀斯渡口。这造成了社区白人和黑人居民之间的社会紧张关系，并为不断增长的非裔美国人人口带来了越来越大的服务需求。因此，南北战争后，自由意志浸信会传教士在坎普山开设了一所自由人学校。
这座城镇和军械库，除了约翰·布朗的堡垒，在战争中都被摧毁了。1863年，一名马萨诸塞州士兵在给母亲的信中写道：“大部分房屋都成了废墟，整个地方实际上不值10美元。”:2851878年，一位游客发现这座城镇“陈旧、肮脏、肮脏”；另一位在1879年将其描述为“破旧不堪”。:286由于哈珀斯渡口战前最大的雇主兵工厂从未重建，该镇的人口从未恢复到南北战争前的水平。
当地的斯托尔学院（属于传统黑人大学）致力于为自由民培训教师，于1868年开放，这引起了哈珀斯渡口许多居民的不满，他们请求立法机构撤销其宪章。战争部将其在哈珀斯渡口的剩余资产交给了自由民局，主要是军械库管理人员的四套坚固的住宅，这些住宅结构完好，但需要修复战争期间的损坏，该局将其交给了斯托尔学院。其中一所黑人单间学校已经在运营。

#### 旅游业的发展
早在1878年，巴尔的摩与俄亥俄铁路就从巴尔的摩和华盛顿开往哈珀斯渡口的短途列车。正如1873年的一份报纸所描述的那样：“一个人只需要下车，对旧的发动机室或旧兵工厂被毁的墙壁有点嫉妒，就可以有几十个人愿意成为你的向导，或者向你指出你想知道的关于这场伟大斗争的任何事情，这场斗争最终以‘打开监狱门、打破一切枷锁、解除沉重负担、让被压迫者自由’而告终。”
斯托尔学院是历史上对非裔美国人具有重要意义的唯一一所黑人学院，成为民权运动的中心，并使该镇成为黑人游客和远足者的重要目的地。道格拉斯于1881年在那里发表讲话，这是资助一名非裔美国人担任“约翰·布朗教授职位”的活动的一部分。1906年，斯托尔学院在加拿大安大略省伊利堡组织会议后，主办了美国全国有色人种协进会前身尼亚加拉运动的第一次会议。
19世纪90年代末，巴尔的摩与俄亥俄铁路公司希望堡垒所在的土地能够使其线路不易受到洪水的影响。一些白人城镇居民渴望拆除这座堡垒。:181最终，它被拆除并移至芝加哥，在1893年的哥伦布博览会上展出。它被遗弃在那里，被巴尔的摩与俄亥俄州公司找到并送回哈珀斯渡口，因为他们希望将堡垒带回哈珀斯渡口会成为一个旅游景点，也是增加铁路客流量的一种方式。:183但大多数白人反对纪念约翰·布朗，:182它被安置在附近的一个农场里。
游客的到访，其中许多是黑人，现在开始慢慢地将这座城镇变成一个真正的旅游中心，并使其恢复增长。“事实证明，哈珀斯渡口是19世纪非裔美国人最常去的休闲场所之一。”有一家黑人拥有的酒店——山顶屋，由斯托尔学院毕业生托马斯·洛维特建造和经营，但它只接待白人客户。在夏天，斯托尔学院将房间租给黑人度假者，直到1896年。:183这座堡垒是奴隶制结束的伟大纪念碑。游客太多对堡垒所在土地上的农民来说是一个麻烦，所以它在1909年被搬到了斯托尔学院。它将一直保留到1955年学院关闭后的几年，并作为学院博物馆。男学生通过参观来练习他们的公共演讲技巧。
为了增加乘客量，B&O于1879年在波托马克州的伯恩岛上建造了岛屿公园度假村和游乐园，铁路公司购买了该岛并建造了一座人行天桥。人们必须支付5美分（2021年价值5美元）才能穿过并进入，之后可以免费乘坐和进行其他活动。进入公园对B&O员工来说也是一种福利，就像在马里兰州的里雷一样。在当地举行的众多活动中，有1880年4000名奇数研究员的聚会和1892年的“三州民主党大集会”。
托马斯·温特沃斯·希金森是协助约翰·布朗的秘密六人之一，他选择了在哈珀斯渡口度蜜月。:88
这个公园足够大，可以举行游行。有一个蒸汽驱动的摩天轮和旋转木马，一个中途游乐场，一个跳舞或轮滑的亭子，秋千，一个旋转木马和一个乐队演奏台。游客还可以打槌球、网球、租船、钓鱼或涉水过河。后来有棒球比赛。黑人和白人在不同的日子出席。:731883年，估计有10万名游客。:50有六列从不同地点开往哈珀斯渡口的专列。
尽管有周期性的洪水和维修，游乐园一直开放到1909年。此后，B&O继续开放作为野餐场所。
唯一幸存的建筑——乐队看台，已经被移动了两次。公园关闭时，它被搬到了兵工厂广场（约翰·布朗堡垒的现址），后来又搬到了华盛顿街和吉尔摩街的公园。它被称为乐队看台或镇亭，许多公民、文化和娱乐活动都在那里进行。
1896年，这座桥被洪水摧毁，1924年，一座替代桥也被洪水摧毁。岛上剩下的建筑在1942年的洪水中被毁。

### 20世纪
1906年8月15日，黑人作家和学者W·E·B·杜波依斯在美国本土领导了新尼亚加拉运动的第一次会议。该运动以其在加拿大安大略省尼亚加拉河畔伊利堡的首次会议地点命名，该运动在斯托尔学院的校园内举行，该学院主要是黑人学院，一直运营到1955年。（关闭后，校园成为哈珀斯渡口国家历史公园的一部分。）为期三天的集会旨在为非裔美国人争取民权，后来杜波依斯将其描述为“美国黑人有史以来最伟大的会议之一”。与会者从斯托尔学院步行到墨菲家族的农场，那里是约翰·布朗历史悠久的“堡垒”所在地，也是军火库的消防站。因此，这座堡垒很快被搬到了斯托尔校区，在那里它成为了学院的中心标志。1955年学院关闭后，国家公园管理局将其迁回尽可能靠近原址的地方。
1936年的一场洪水使下城“破旧不堪，几乎无人居住”，没有横跨谢南多亚河到弗吉尼亚州的桥梁，也没有通往马里兰州的公路桥。弗吉尼厄斯岛上所有剩余的建筑都被摧毁。
保护和纪念哈珀斯渡口的中坚力量是斯托尔学院院长亨利·T·麦克唐纳，他是一位业余历史学家，由西弗吉尼亚州州长奥克·帕特森任命为哈珀斯渡口国家纪念碑委员会主席。:45他得到了西弗吉尼亚州第二区众议员詹宁斯·兰多夫的协助，后者于1935年提出了一项法案，在“约翰·布朗突袭中最重要事件发生的地区”建立哈珀斯渡口国家军事公园。:35-36尽管该法案没有通过，但1936年的洪水摧毁了历史上不重要的建筑，从而解放了土地，使该项目更加可行。在其他几次尝试之后，罗斯福总统于1944年通过并签署了一项建立哈珀斯渡口国家纪念碑的法案，但附带条件是在战争结束之前不会对其采取任何行动。:39
当务之急是修建新公路，即今天的美国340号公路。一座连接马里兰州桑迪胡克和弗吉尼亚州劳登县的新桥1941年开始施工，但因战争而中断直到1947年10月才开通。两年后，连接弗吉尼亚州和西弗吉尼亚州玻利瓦尔高地的谢南多亚河上的另一座新桥开通了。联邦公路交通现在完全绕过了哈珀斯渡口。哈珀斯渡口下游开始征地，该项目得到了哈珀斯渡口市长吉尔伯特·佩里和州长帕特森的支持。下镇收到22份驱逐通知，两家酒馆也关门了。:57并非所有的财产收购都很顺利，最终于1952年完成，并于1953年1月提交给美国。:46国家纪念碑的第一位现场员工约翰·T·威利特于1954年开始工作。

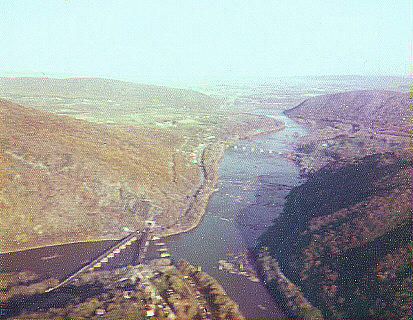
1974年从西侧俯瞰哈珀斯渡口

1957年，《巴尔的摩太阳报》报道称，下城是“一个衰败的鬼城”。将哈珀斯渡口打造成国家纪念碑的想法是为了防止进一步恶化，并重建旅游业。公园管理局的首要任务是稳定哈珀斯渡口下城区主要商业街谢南多亚街的建筑。屋顶被覆盖，缺失的窗户被更换，濒临倒塌的墙壁被加固，废墟被清除。1859年后的建筑并未得到修复，大部分都被拆除了。美国国家公园管理局建造了一个游客中心和一个约翰·布朗博物馆。哈珀斯渡口国家纪念碑于1963年5月29日转变为哈珀斯渡口的国家历史公园。
只想游玩公园而不关心历史的“娱乐主义者”是一个问题。当地居民不想失去娱乐机会，但禁止在谢南多亚河岸游泳和钓鱼，虽然以前这种情况很常见。为了防止娱乐者进入历史区，特别是弗吉尼厄斯岛，约翰·布朗的堡垒从前斯托尔学院校园里一个不太便利的地方搬到了兵工厂广场，禁止在下城停车，并开始提供穿梭巴士服务。:62国家公园管理局和城镇居民之间的紧张关系仍在持续。然而，美国国家公园管理局在2001年帮助该镇从国家历史保护信托基金会获得了主街地位。:64
哈珀斯渡口的人口在20世纪继续下降。哈珀斯渡口留存的大多数房屋都是历史悠久的，其中一些已在国家史迹名录上登记。

### 21世纪
2015年7月23日，哈珀斯渡口市中心发生火灾，摧毁了两座历史建筑中的八到九家企业和两套公寓。这些建筑进行重建。
2019年12月21日凌晨，CSX拥有的一列火车的多节车厢从横跨波托马克河的铁路桥上脱轨。脱轨损坏了古德洛·E·拜伦纪念步行道的一部分，该步行道与铁路桥相连，连接西弗吉尼亚州和马里兰州之间的阿巴拉契亚小径。虽然事故没有造成任何伤亡，但它阻挡了波托马克河上的所有行人通行。大桥于2020年7月初重新开放。
1888年开业的山顶别墅酒店是哈珀斯渡口唯一一家接待非裔美国人的酒店，于1911年被烧毁。随后，它被大规模重建，但新的建筑也在1919年被烧毁。它第二次重建，规模略小，但于2008年关闭。截至2021年，开发商计划将其拆除，并在该地块上新建一家拥有120间客房的酒店。关于这样一个拟议的场地对该镇的影响的争议推迟了它的发展。

## 地理
根据美国人口普查局的数据，该镇的总面积为0.61平方英里（1.58平方公里），其中0.53平方英里是陆地，0.08平方英里是水域。一些房产目前正受到开发的威胁。在哈珀斯渡口的大部分地区，几十年前画在马里兰高地悬崖上的门嫩的硼酸滑石粉的褪色广告仍然可见。
哈珀斯渡口的地理和自然特征是其定居和最终工业发展的主要原因。它是一个天然的交通枢纽，一条主要的河流谢南多亚河在哈珀斯渡口汇入波托马克河。它守卫着弗吉尼亚州谢南多亚河谷的入口，波托马克河为通往华盛顿提供了便利。河谷使得建造从未完工的切萨皮克和俄亥俄运河、巴尔的摩与俄亥俄铁路，以及不久之后的温彻斯特与波托马克铁路成为可能。美国第一个铁路枢纽在哈珀斯渡口，电报线穿过该镇。军火库和后来的其他工业都位于哈珀斯渡口，因为河流中有丰富的水力资源。
1824年，一座名为韦杰之桥的廊桥建成，渡轮活动就此结束。哈珀斯渡口是第一座也是多年来唯一一座横跨波托马克河的铁路桥的所在地，这座桥是巴尔的摩与俄亥俄铁路的桥梁，建于1836年至1837年。直到南北战争结束，华盛顿特区连接其与弗吉尼亚州的桥梁中没有一座能超过此桥的马匹运输量。1851年，横跨谢南多亚河的第二座桥建成，这是最早的波尔曼桁架桥之一。:67一座新的波尔曼桁架桥于1870年开通，同时承载铁路和公路交通，但在1936年被洪水冲走。
该镇最初的下游位于两条河流形成的河漫滩平原上。它被高地包围，自20世纪以来一直是哈珀斯渡口国家历史公园的一部分。其余大部分地区，包括人口较多的地区，都包括在单独的哈珀斯渡口历史区内。另外两处国家史迹名录中的房产毗邻该镇：B&O铁路波托马克河渡口和圣伯多禄罗马天主教堂。

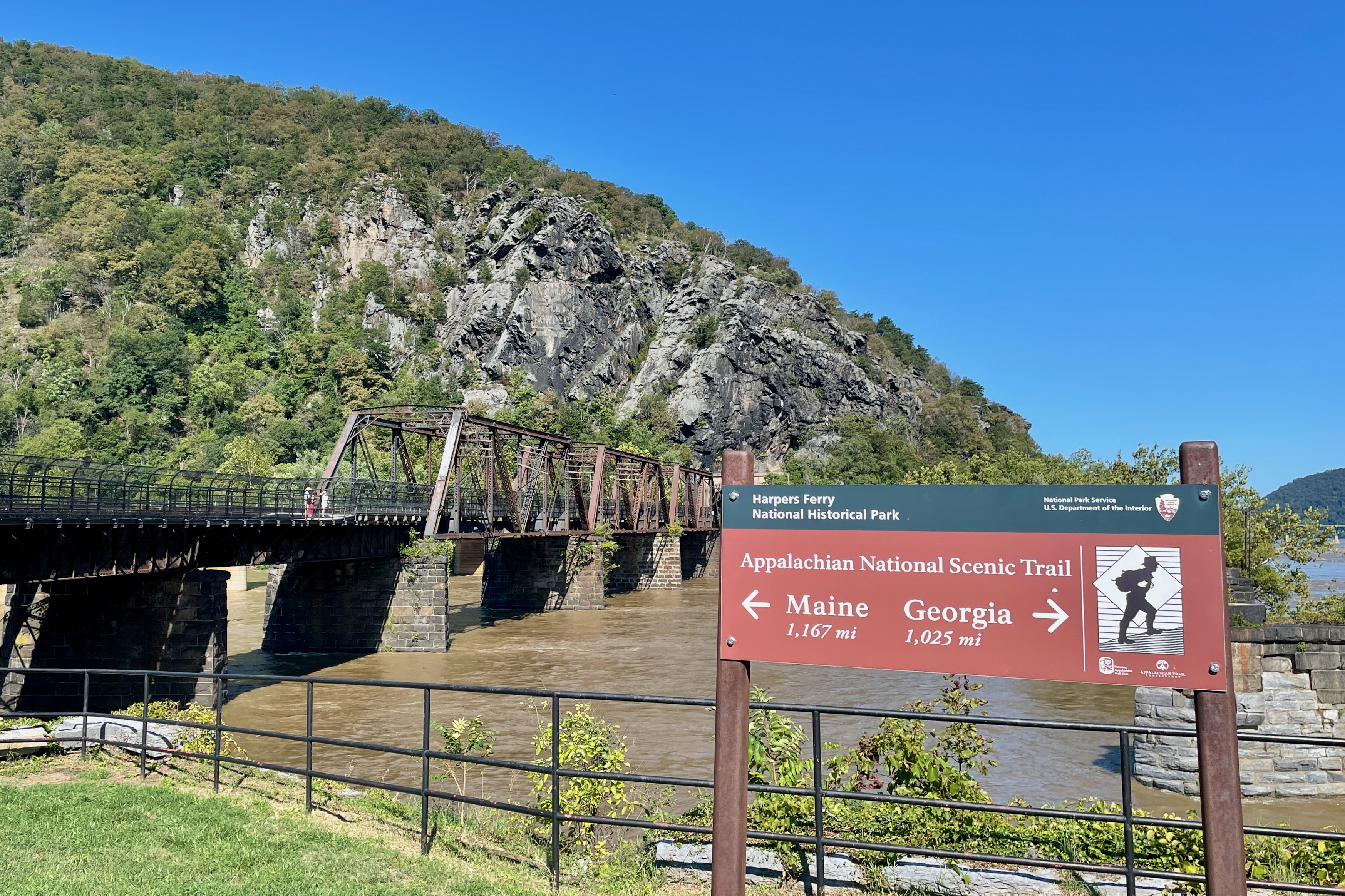
阿帕拉契小径的停车标示图

阿巴拉契亚步道保护协会（ATC）总部位于哈珀斯渡口。阿帕拉契小径直接穿过城镇，一些人认为这是小径的心理中点，尽管确切的物理中点在宾夕法尼亚州更北的地方。独特的是，哈珀斯渡口和邻近的玻利瓦尔镇与ATC合作，宣布成立一个统一的阿帕拉契小径社区。

### 气候
该地区的气候特征是夏季炎热潮湿，冬季通常温和凉爽，与附近的马丁斯堡相似。根据柯本气候分类法，哈珀斯渡口属于副热带湿润气候，在使用27°F/-3°C等温线的气候图上缩写为“Cfa”，因为其最冷的月份平均温度为31°F/-0.5°C，或者如果使用32°F/0°C等温线，则属于湿润大陆性气候，缩写为“Dfa”。

## 人口

### 2010年统计
截至2010年的人口普查，该镇有286人、131户和78个家庭居住。人口密度为每平方英里539.6人（208.3人/平方公里）。有175个住房单元，平均密度为每平方英里330.2个（127.5个/平方公里）。该镇的种族构成为94%为白人，4%为非裔美国人，1%为美洲原住民，0%为其他种族，1%为两个或多个种族。任何种族的西班牙裔或拉丁裔都占人口的1%。
在131个家庭中，21%的家庭有18岁以下的孩子与他们住在一起；44%是同居的已婚夫妇；13%的家庭有女性户主，没有丈夫在场；3%的家庭有男性户主，但没有妻子在场；41%为非家庭成员。29%的人独自生活，其中15%的人年龄在65岁或以上。平均家庭规模为2.18人，平均家庭规模2.69人。
该镇的平均年龄为52岁。在所有居民中，17%未满18岁；18至24岁之间为3%；25%至44%为19%；从45岁到64岁，38%；23%的人年龄在65岁或以上。该镇的性别构成为男性49.3%，女性50.7%。

## 政治
哈珀斯渡口是西弗吉尼亚州第二国会选区的一部分，自2025年以来由共和党人赖利·穆尔代表。共和党人比尔·赖德诺尔是西弗吉尼亚州众议院代表，作为第100选区的一部分，共和党人贾森·巴雷特是西弗吉尼亚参议院代表。

## 交通

### 汽车和高速
通往哈珀斯渡口的唯一重要高速公路是美国340号公路。虽然标志为南北向，但这条路通常从哈珀斯渡口向东延伸到马里兰州的弗雷德里克，向南延伸到弗吉尼亚州的格林维尔。哈珀斯渡口和玻利瓦尔拥有一条未签署的美国340号公路的替代路线，该路线遵循华盛顿街、高街和谢南多亚街。

### 火车
美铁每天在从芝加哥到华盛顿特区的国会特快号列车上提供两次前往哈珀斯渡口的服务，每个方向一次。从西弗吉尼亚州的马丁斯堡到华盛顿的布朗斯威克线上的MARC通勤铁路也为其提供服务。该市的客运火车站位于横跨波托马克河的历史悠久的B&O铁路桥的西弗吉尼亚一端。该镇有着悠久的铁路历史，以前曾由巴尔的摩与俄亥俄铁路以及多条货运线路提供服务。

## 流行文化
- 哈珀斯渡口是游戏《辐射76》中的一个地点。[30]
- 《使命召唤：黑色行动6》同名僵尸地图的虚构背景自由瀑布，大致基于哈珀斯渡口。
- 汽车靠枕的歌曲《死亡中的海滩生活》的第一部分以哈珀斯渡口为背景。